# 李延庆 (北魏)
李延庆（482年—533年），陇西狄道（今甘肃省临洮县）人，北魏镇远将军、颍川郡太守、襄武惠侯李辅的儿子，北魏官员。

## 生平
李延庆在孝昌年间以定州镇北城局参军为起家官，稍微升迁为奉车都尉、陈留郡太守，又转任镇东将军、金紫光禄大夫。永熙二年（533年），李延庆去世，虚岁五十二，朝廷赠予镇东将军、雍州刺史。

## 家族

### 父亲
- 李辅，北魏镇远将军、颍川郡太守、襄武惠侯

### 兄弟姐妹
- 李庆容，嫁北魏华州刺史、征虏将军、安定王长史辛祥
- 李伯尚，北魏秘书丞、给事黄门侍郎
- 李仲尚，北魏京兆王府参军
- 李季凯，北魏秘书监、中军将军、博平县侯
- 李延度，东魏卫将军、安德郡太守
- 李氏，嫁北魏太保、太尉、咸阳王元禧
- 李氏，嫁东阳王元丕第三子元超[3][4]

### 儿子
- 李惠矩，东魏武定年间官至仪同开府参军事[5]